# Liste der Bodendenkmale in Soltau
In der Liste der Bodendenkmale in Soltau sind alle Bodendenkmale der niedersächsischen Gemeinde Soltau aufgelistet. Die Quelle ist der Denkmalatlas Niedersachsen. Der Stand der Liste ist der 6. November 2024.

## Allgemein

Soltau im Heidekreis

In den Spalten finden sich folgende Informationen des Bodendenkmales:
Lagegeographische Koordinaten
BezeichnungBezeichnung lt. Denkmalatlas
BeschreibungBeschreibung lt. Denkmalatlas
IDObjekt-ID
BildBild, ggf. zusätzlich mit Link zu weiteren Fotos im Medienarchiv Wikimedia Commons.

## Ahlften
| Lage                       | Bezeichnung           | Beschreibung                                                                                             | ID       | Bild |
| -------------------------- | --------------------- | --- | -------- | ---- |
| 53° 0′ 36″ N, 9° 49′ 22″ O | Ahlften 11, Grabhügel | Mit einer kleinen, runden Erhebung und flach auslaufendem Rand, Durchmesser ca. 10 m und Höhe ca. 0,6 m. | 34820393 | BW   |
| 53° 0′ 34″ N, 9° 49′ 25″ O | Ahlften 12, Grabhügel | | 34820394 | BW   |

### Ahlften 3
- ID:34825922
- Gruppe von sieben Grabhügeln.

| Lage                       | Bezeichnung | Beschreibung | ID       | Bild |
| -------------------------- | ----------- | --- | -------- | ---- |
| 53° 0′ 10″ N, 9° 50′ 55″ O | Ahlften 4   | Durchmesser ca. 15 m und Höhe ca. 1 m. Rand im Süden und Osten, im Verlauf des Hanges, stärker abfallend. Pflanzfurchen.                     | 34826022 | BW   |
| 53° 0′ 7″ N, 9° 50′ 54″ O  | Ahlften 5   | Durchmesser ca. 25 m und Höhe ca. 0,8 m. Annähernd rund mit gut abgesetztem Rand. Pflanzfurchen in Richtung Nordwest - Südost. Einkuhlungen. | 34826023 | BW   |
| 53° 0′ 5″ N, 9° 50′ 52″ O  | Ahlften 6   | Oberfläche abgeplattet. Im Westen flach auslaufend. Pflanzenfurchen, Durchmesser ca. 11 m und Höhe ca. 0,5 m. Pflanzfurchen.                 | 34826024 | BW   |
| 53° 0′ 5″ N, 9° 50′ 54″ O  | Ahlften 7   | Nach Südsüdwest flach auslaufend, Durchmesser ca. 8 m und Höhe ca. 0,3 m. Pflanzfurchen.                                                     | 34826115 | BW   |
| 53° 0′ 6″ N, 9° 50′ 57″ O  | Ahlften 8   | Ebenmäßig, Durchmesser ca. 11 m und Höhe ca. 1 m. Vom Zentrum zum Südostrand eine alte, flache Eingrabung.                                   | 34826116 | BW   |
| 53° 0′ 7″ N, 9° 50′ 58″ O  | Ahlften 9   | Ebenmäßig, Durchmesser ca. 14 m und Höhe ca. 0,8 m. Nordhälfte im Acker liegend.                                                             | 34826117 | BW   |

## Brock

### Brock 7
- ID:34825154
- Gruppe von ursprünglich mindestens neun Grabhügeln

| Lage                        | Bezeichnung | Beschreibung | ID       | Bild |
| --------------------------- | ----------- | --- | -------- | ---- |
| 52° 57′ 34″ N, 9° 53′ 54″ O | Brock 8     | Annähernd rund, Durchmesser ca. 11 m und Höhe ca. 0,7 m. Südlicher Bereich in eine Schneise hineinreichend.                                                                          | 34825070 | BW   |
| 52° 57′ 34″ N, 9° 53′ 56″ O | Brock 9     | Abgeplattet mit leichter Eindellung in der Mitte, Durchmesser ca. 13 m und Höhe ca. 0,75 m. Rand sanft abfallend. Pflanzfurchen in Richtung Nord-Süd.                                | 34825080 | BW   |
| 52° 57′ 35″ N, 9° 53′ 57″ O | Brock 10    | Ebenmäßig geformt mit flach auslaufendem Rand, Durchmesser ca. 13 m und Höhe ca. 0,9 m. Pflanzrillen in Richtung Nord - Süd.                                                         | 34825081 | BW   |
| 52° 57′ 35″ N, 9° 53′ 57″ O | Brock 11    | Ebenmäßig geformt mit flach auslaufendem Rand, Durchmesser ca. 13 m und Höhe ca. 0,9 m.Pflanzrillen in Richtung Nord - Süd.                                                          | 34821667 | BW   |
| 52° 57′ 38″ N, 9° 54′ 1″ O  | Brock 12    | Mit sanft abfallendem Rand, Durchmesser ca. 11 m und Höhe ca. 0,7 m. Eine alte, grabenartige Vertiefung vom Westnordwestrand bis zur Mitte reichend. Pflanzrillen von Nord nach Süd. | 34821668 | BW   |
| 52° 57′ 38″ N, 9° 54′ 3″ O  | Brock 13    | Im Südwesten abgesetzten und im Nordosten flach auslaufend Rand, Durchmesser ca. 20 m und Höhe ca. 0,8 m. Pflanzrillen in Richtung Nordwest - Südost.                                | 34821625 | BW   |
| 52° 57′ 37″ N, 9° 54′ 5″ O  | Brock 14    | Leicht oval durch den abgetragenen Westrand, Größe ca. 15 × 13 m und Höhe ca. 0,8 m. Eine alte große Eingrabung in Mitte mit grabenartiger Fortsetzung zum Südostrand.               | 34821796 | BW   |

## Dittmern
| Lage                       | Bezeichnung            | Beschreibung | ID       | Bild |
| -------------------------- | ---------------------- | --- | -------- | ---- |
| 53° 2′ 17″ N, 9° 57′ 26″ O | Dittmern 1, Grabhügel  | Eingesunken, in der Mitte große Eingrabung, Durchmesser ca. 12 m und Höhe ca. 0,4 m.                                                                 | 34824222 | BW   |
| 53° 1′ 57″ N, 9° 57′ 4″ O  | Dittmern 2, Grabhügel  | Von Pflanzfurchen überzogen mit abgeflachten Rändern, Durchmesser ca. 16 m und Höhe ca. 1 m. Vier Schützenlöcher, davon zwei zugeworfen.             | 34824223 | BW   |
| 53° 1′ 53″ N, 9° 57′ 6″ O  | Dittmern 3, Grabhügel  | Pflanzfurchen in Richtung Nordost-Südwest, Durchmesser ca. 12 m und Höhe ca. 0,7 m.                                                                  | 34824249 | BW   |
| 53° 1′ 50″ N, 9° 57′ 2″ O  | Dittmern 5, Grabhügel  | Flach auslaufender Rand, Durchmesser ca. 13 m und Höhe ca. 0,9 m. In der Mitte kleine, alte Eingrabung, eine neuere Eingrabung am Südwestrand.       | 34824251 | BW   |
| 53° 1′ 50″ N, 9° 57′ 0″ O  | Dittmern 6, Grabhügel  | Abgeplattete Kuppe und Spuren von Eingrabungen, Durchmesser ca. 18 m und Höhe ca. 1,2 m.                                                             | 34824382 | BW   |
| 53° 1′ 43″ N, 9° 56′ 51″ O | Dittmern 8, Grabhügel  | Mit einer alten Eingrabung in der Mitte, Durchmesser ca. 18 m und Höhe ca. 1,2 m.                                                                    | 34824384 | BW   |
| 53° 1′ 43″ N, 9° 56′ 49″ O | Dittmern 9, Grabhügel  | | 34824419 | BW   |
| 53° 1′ 38″ N, 9° 55′ 28″ O | Dittmern 37, Grabhügel | Annähernd rund. Ränder fließend auslaufend und in Hang übergehend. In der Mitte eine große alte Eingrabung. Durchmesser ca. 12 m und Höhe ca. 0,8 m. | 34825191 | BW   |
| 53° 0′ 59″ N, 9° 55′ 58″ O | Dittmern 45, Grabhügel | Mit tiefer Eingrabung in der Mitte, Durchmesser ca. 11 m und Höhe ca. 0,6 m. Ebenmäßig geformt mit sanft auslaufendem Rand.                          | 34825444 | BW   |

### Dittmern 10
- ID:34824936
- Gruppe von ehemals 27 Grabhügeln. Von der FStNr. 33 ist möglicherweise obertägig noch ein kleiner Rest erhalten.

| Lage                       | Bezeichnung | Beschreibung | ID       | Bild |
| -------------------------- | ----------- | --- | -------- | ---- |
| 53° 1′ 31″ N, 9° 55′ 47″ O | Dittmern 10 | Mit einer alten Eingrabung in der Mitte, Durchmesser ca. 16 m und Höhe ca. 1,15 m. Südteil leicht abgeflacht. | 34824420 | BW   |
| 53° 1′ 31″ N, 9° 55′ 46″ O | Dittmern 11 | Rund mit abgeflachten Rändern, Durchmesser ca. 10 m und Höhe ca. 0,7 m. In der Mitte alte, große Eingrabung. | 34824421 | BW   |
| 53° 1′ 32″ N, 9° 55′ 48″ O | Dittmern 12 | Mit einer alten, zugeschütteten Eingrabung in der Mitte, Durchmesser ca. 13 m und Höhe ca. 0,7 m. Ränder abgeflacht. Gelände nach Südwesten fallend.                                                                | 34824482 | BW   |
| 53° 1′ 32″ N, 9° 55′ 47″ O | Dittmern 13 | Mit hoch aufgeworfenem Rand, der nach Westen flach ausläuft, Durchmesser ca. 14 m und Höhe ca. 1,17 m. In der Mitte alte, verwaschene, trichterförmige Eingrabung.                                                  | 34824483 | BW   |
| 53° 1′ 33″ N, 9° 55′ 48″ O | Dittmern 14 | Mit einer kleinen Eingrabung in der Mitte, Durchmesser ca. 11 m und Höhe ca. 0,7 m. Ränder flach auslaufend. | 34824484 | BW   |
| 53° 1′ 33″ N, 9° 55′ 45″ O | Dittmern 17 | Mit verwachsenen Ausgrabungsspuren in der Mitte, Durchmesser ca. 18 m und Höhe ca. 1 m. | 34824551 | BW   |
| 53° 1′ 32″ N, 9° 55′ 42″ O | Dittmern 20 | Annähernd runder Grabhügel mit verwaschenen Rändern, Durchmesser ca. 17 m und Höhe ca. 0,5 m. Pflanzfurchen in Richtung Südwest - Nordost. Spuren einer alten Ausgrabung vorhanden. Nordteil ist höher aufgeworfen. | 34824593 | BW   |
| 53° 1′ 34″ N, 9° 55′ 44″ O | Dittmern 21 | Mit einer alten Eingrabung in der Mitte, Durchmesser ca. 12 m und Höhe ca. 1,17 m. | 34824664 | BW   |
| 53° 1′ 34″ N, 9° 55′ 46″ O | Dittmern 22 | Mit einer alten Eingrabung in der Mitte, Durchmesser ca. 16 m und Höhe ca. 1,07 m. | 34824665 | BW   |
| 53° 1′ 34″ N, 9° 55′ 47″ O | Dittmern 23 | Mit zwei verfüllten trichterförmigen Eingrabungen in der Mitte, Durchmesser ca. 13 m und Höhe ca. 1,17 m. | 34824666 | BW   |
| 53° 1′ 35″ N, 9° 55′ 48″ O | Dittmern 25 | Mit einer alten verwaschenen Eingrabung in Richtung Ost - West, Durchmesser ca. 11 m und Höhe ca. 0,79 m. | 34824733 | BW   |
| 53° 1′ 34″ N, 9° 55′ 49″ O | Dittmern 26 | Mit einer alten, verwaschenen, großen, trichterförmigen Eingrabung, Durchmesser ca. 17 m und Höhe ca. 1,27 m. | 34824734 | BW   |
| 53° 1′ 35″ N, 9° 55′ 50″ O | Dittmern 27 | Mit einer großen, alten verwaschenen Eingrabung in der Mitte, Durchmesser ca. 14 m und Höhe ca. 0,8 m. | 34824819 | BW   |
| 53° 1′ 38″ N, 9° 55′ 48″ O | Dittmern 29 | Mit einer alten, tiefen, trichterförmigen Eingrabung, Durchmesser ca. 15 m und Höhe ca. 1,78 m. | 34824821 | BW   |
| 53° 1′ 38″ N, 9° 55′ 46″ O | Dittmern 30 | Mit einer alten, trichterförmigen Eingrabung in der Mitte, Größe 16 × 19 m und Höhe ca. 1,22 m. | 34824991 | BW   |
| 53° 1′ 37″ N, 9° 55′ 47″ O | Dittmern 31 | Mit einer alten, tiefen, Eingrabung, Durchmesser ca. 12 m und Höhe ca. 0,7 m. | 34824992 | BW   |
| 53° 1′ 36″ N, 9° 55′ 49″ O | Dittmern 32 | Im Osten in flache kleine Erhebung übergehend, Durchmesser ca. 18 m und Höhe ca. 0,5 m. | 34824993 | BW   |
| 53° 1′ 36″ N, 9° 55′ 45″ O | Dittmern 34 | Mit einer alten, verwaschenen trichterförmigen Eingrabung, Durchmesser ca. 15 m und Höhe ca. 0,84 m. | 34825038 | BW   |

### Dittmern 40
- ID:34824526
- Gruppe von vier Grabhügeln mit 12 bis 16 m Durchmesser und Höhen zwischen 0,4 und 1,0 m.

| Lage                       | Bezeichnung | Beschreibung | ID       | Bild |
| -------------------------- | ----------- | --- | -------- | ---- |
| 53° 1′ 30″ N, 9° 56′ 51″ O | Dittmern 40 | Pflanzfurchen in Richtung Nordost - Südwest, Durchmesser ca. 11 m und Höhe ca. 0,7 m, mit großen Kuppenmulde in der Mitte.                         | 34825233 | BW   |
| 53° 1′ 30″ N, 9° 56′ 49″ O | Dittmern 41 | Pflanzfurchen in Richtung Nordost - Südwest, Durchmesser ca. 12 m und Höhe ca. 0,4 m.                                                              | 34825234 | BW   |
| 53° 1′ 30″ N, 9° 56′ 47″ O | Dittmern 42 | Mulden an Westseite und in der Mitte, Durchmesser ca. 17 m und Höhe ca. 1 m. Ostseite durch ca. 2 m breiten Weg in Richtung Nord - Süd abgeflacht. | 34825362 | BW   |
| 53° 1′ 30″ N, 9° 56′ 46″ O | Dittmern 43 | Durch Eingrabungen an der Oberfläche zerwühlt, Durchmesser ca. 14 m und Höhe ca. 0,5 m. Pflanzfurchen in Richtung Nord - Süd.                      | 34825363 | BW   |

### Dittmern 47
- ID:34824613
- Gruppe von vier Grabhügeln mit 6 – 10 m Durchmesser und Höhen von 0,3 – 0,6 m

| Lage                       | Bezeichnung | Beschreibung | ID       | Bild |
| -------------------------- | ----------- | --- | -------- | ---- |
| 53° 0′ 46″ N, 9° 53′ 15″ O | Dittmern 47 | Rund mit sanft abfallendem Rand, Durchmesser ca. 12 m und Höhe ca. 0,6 m. Pflanzfurchen in Richtung Ost - West. | 34825446 | BW   |
| 53° 0′ 47″ N, 9° 53′ 16″ O | Dittmern 48 | Rand flach auslaufend, Durchmesser ca. 6 m und Höhe ca. 0,3 m.                                                  | 34825520 | BW   |
| 53° 0′ 47″ N, 9° 53′ 16″ O | Dittmern 49 | Klein, länglich, Größe 6 × 9 m, Höhe 0,3 m.                                                                     | 34825521 | BW   |
| 53° 0′ 48″ N, 9° 53′ 16″ O | Dittmern 50 | Gleichmäßig gewölbte Kuppe und sanft auslaufendem Rand, Durchmesser ca. 9 m und Höhe ca. 0,6 m.                 | 34825522 | BW   |

## Harber
| Lage                        | Bezeichnung          | Beschreibung | ID       | Bild |
| --------------------------- | -------------------- | --- | -------- | ---- |
| 52° 59′ 51″ N, 9° 55′ 14″ O | Harber 2, Grabhügel  | Abgeplattete Oberfläche und alten, verwaschenen, muldenförmigen Vertiefungen, Durchmesser ca. 19 m und Höhe ca. 0,8 m. Rand gut abgesetzt. | 34825142 | BW   |
| 52° 59′ 55″ N, 9° 55′ 1″ O  | Harber 3, Grabhügel  | Abgeplattete Oberfläche und abgesetzter Rand, Durchmesser ca. 19 m und Höhe ca. 0,7 m. | 34825143 | BW   |
| 52° 59′ 54″ N, 9° 54′ 59″ O | Harber 4, Grabhügel  | Gleichmäßig rund mit sanft abfallendem Rand, Durchmesser ca. 11 m und Höhe ca. 0,6 m. Pflanzfurchen in Richtung Nord - Süd. | 34825144 | BW   |
| 52° 59′ 53″ N, 9° 54′ 58″ O | Harber 5, Grabhügel  | Eingrabung in Osthälfte, Westrand durch Feldrand angeschnitten, Durchmesser ca. 11 m und Höhe ca. 0,7 m. | 34825258 | BW   |
| 52° 59′ 45″ N, 9° 54′ 53″ O | Harber 21, Grabhügel | Mit leichter Eindellung in der Mitte, Durchmesser ca. 11 m und Höhe ca. 0,5 m. Südrand abgetragen. Rand gut abgesetzt. | 34825716 | BW   |
| 52° 58′ 26″ N, 9° 55′ 5″ O  | Harber 26, Grabhügel | Mit leicht abgeplatteter und durchpflügter Oberfläche, Durchmesser ca. 14 m und Höhe ca. 0,8 m. | 34825839 | BW   |
| 52° 58′ 25″ N, 9° 55′ 5″ O  | Harber 27, Grabhügel | Von Eingrabungen zerwühlt und sanft abfallend, Durchmesser ca. 19 m und Höhe ca. 1 m. Nordosthälfte durch ausgerodete Stubben verschüttet. | 34825840 | BW   |
| 52° 58′ 36″ N, 9° 55′ 4″ O  | Harber 28, Grabhügel | Weit und gleichmäßig gewölbter Grabhügel mit allmählich auslaufendem Rand, Durchmesser ca. 23 m und Höhe ca. 1 m. | 34825841 | BW   |
| 52° 58′ 37″ N, 9° 55′ 2″ O  | Harber 30, Grabhügel | Weit und gleichmäßig gewölbt mit allmählich auslaufendem Rand, Durchmesser ca. 23 m und Höhe ca. 1,1 m. Über den Nordrand eine Waldschneise von Nordwest nach Südost. | 34825885 | BW   |
| 52° 58′ 55″ N, 9° 55′ 12″ O | Harber 31, Grabhügel | Mit sanft abfallendem Rand, Durchmesser ca. 13 m und Höhe ca. 0,6 m. In Südosthälfte eine leichte Eindellung. Alte Pflanzfurchen von West nach Ost. | 34825886 | BW   |
| 52° 58′ 52″ N, 9° 53′ 43″ O | Harber 34, Grabhügel | Gesamtlänge ca. 240 m, im westl. Teil auf gut 100 m ein Wall vorhanden, im Ostteil zwei Wälle mit dazwischen liegendem Graben. Abstand zwischen den Wällen zwischen 5 und 8 m. Wallhöhe ca. 0,6 m. Vermutlich sperrte die Wegesperre einen in Blatt 83 der Kurhann. LA verzeichneten Weg, der nördl. von Tiegen auf Hauptweg nach Soltau traf. Weg muss eine gewisse Bedeutung gehabt haben, da hier eine Furt über den Harberer Mühlenbach vorhanden war, auf die auch noch die Lagebezeichnung hinweist. | 34825974 | BW   |

### Harber 8
- ID:34825696
- Grabhügelfeld umfasst acht(?) Grabhügel.

| Lage                        | Bezeichnung | Beschreibung | ID       | Bild |
| --------------------------- | ----------- | --- | -------- | ---- |
| 52° 59′ 21″ N, 9° 55′ 25″ O | Harber 8    | Rund, zergraben mit abgesetzten Rändern, Durchmesser ca. 14 m und Höhe ca. 0,8 m. | 34825367 | BW   |
| 52° 59′ 21″ N, 9° 55′ 23″ O | Harber 9    | Mit mehreren alten Eingrabung und Gräbern im Zentrum, Durchmesser ca. 20 m und Höhe ca. 1,2 m.                                                                                                   | 34825368 | BW   |
| 52° 59′ 25″ N, 9° 55′ 21″ O | Harber 11   | Abgeflachte, nur leicht gewölbte Kuppe. Rand abgesetzt, Durchmesser ca. 16 m und Höhe ca. 0,9 m.                                                                                                 | 34825468 | BW   |
| 52° 59′ 26″ N, 9° 55′ 20″ O | Harber 12   | Mit einer flachen, alten Eingrabung und abgesetztem Rand, Durchmesser ca. 15 m und Höhe ca. 1 m.                                                                                                 | 34825469 | BW   |
| 52° 59′ 26″ N, 9° 55′ 19″ O | Harber 13   | Mit großen, alten Eingrabungen in der Mitte und sanft abfallendem Rand, Durchmesser ca. 9 m und Höhe ca. 0,8 m. Rand gut abgesetzt.                                                              | 34825470 | BW   |
| 52° 59′ 26″ N, 9° 55′ 17″ O | Harber 15   | Mit einer viereckigen Eingrabung in der Mitte mit grabenartiger Fortsetzung durch den Ostrand, Durchmesser ca. 11 m und Höhe ca. 0,8 m. Zentrale Eingrabung geht im Westen in einen Graben über. | 34825524 | BW   |

## Hötzingen
| Lage                       | Bezeichnung             | Beschreibung | ID       | Bild |
| -------------------------- | ----------------------- | --- | -------- | ---- |
| 53° 0′ 17″ N, 10° 0′ 8″ O  | Hötzingen 1, Grabhügel  | Panzerspur vom Südrand bis zur Hügelmitte, Südrand durch Planierraupe 1,5 m eingeschoben. Nahezu gesamte Ostseite abgeflacht, Durchmesser ca. 12 m und Höhe ca. 0,8 m.     | 34822532 | BW   |
| 53° 0′ 16″ N, 10° 0′ 8″ O  | Hötzingen 2, Grabhügel  | Mit Panzerweg, an Nordwestseite einige zugeworfene Schützenlöcher, Durchmesser ca. 12 m und Höhe ca. 1 m.                                                                  | 34822562 | BW   |
| 53° 0′ 17″ N, 10° 0′ 12″ O | Hötzingen 3, Grabhügel  | Konturen durch tiefe Panzer- und Planierraupenspuren verwischt, Grabhügelränder klar erkennbar, Durchmesser ca. 17 m und Höhe ca. 1 m.                                     | 34822563 | BW   |
| 53° 0′ 18″ N, 10° 0′ 13″ O | Hötzingen 4, Grabhügel  | Abgeflacht, Durchmesser ca. 19 m und Höhe ca. 0,8 m. In der Hügelmitte ein Schützenloch, auf dessen Auswurf liegen kopfgroße Steine. Im West-, und Südrand Deckungslöcher. | 34822564 | BW   |
| 53° 2′ 13″ N, 9° 57′ 32″ O | Hötzingen 5, Grabhügel  | Mit Pflanzfurchen und einer tiefen Panzerspur, Durchmesser ca. 18 m und Höhe ca. 1,2 m.                                                                                    | 34822613 | BW   |
| 53° 1′ 42″ N, 9° 57′ 6″ O  | Hötzingen 6, Grabhügel  | Mit tiefen Pflanzfurchen in Richtung Nord-Süd, Durchmesser ca. 16 m und Höhe ca. 1 m.                                                                                      | 34822614 | BW   |
| 53° 1′ 19″ N, 9° 57′ 0″ O  | Hötzingen 8, Grabhügel  | In Nordwest-Südost Richtung alte Pflanzfurchen erkennbar, Durchmesser ca. 16 m und Höhe ca. 1,2 m. West- und Ostseite abgeflacht.                                          | 34822655 | BW   |
| 53° 1′ 6″ N, 9° 56′ 42″ O  | Hötzingen 9, Grabhügel  | Oberfläche zerklüftet, Ränder fließend auslaufend, Durchmesser ca. 16 m und Höhe ca. 0,5 m. Alte Pflanzfurchen in Richtung Nord - Süd                                      | 34822656 | BW   |
| 53° 1′ 2″ N, 9° 56′ 44″ O  | Hötzingen 10, Grabhügel | Durch alte Pflanzfurchen überzogen, Durchmesser ca. 21 m und Höhe ca. 1,7 m. An Ostseite ein tiefes Schützenloch.                                                          | 34822657 | BW   |
| 53° 0′ 40″ N, 9° 59′ 24″ O | Hötzingen 17, Grabhügel | In der Mitte ein Feldweg in Richtung Ost-West, Durchmesser ca. 16 m und Höhe ca. 0,7 m.                                                                                    | 34822849 | BW   |
| 53° 0′ 45″ N, 9° 57′ 30″ O | Hötzingen 57, Grabhügel | Gleichmäßig gewölbt mit allmählich abfallendem Rand, Durchmesser ca. 10 m und Höhe ca. 0,5 m. Alter Grenzgraben von Ost nach West quer über den Hügel.                     | 34823790 | BW   |
| 53° 0′ 46″ N, 9° 57′ 27″ O | Hötzingen 59, Grabhügel | Ebenmäßig gewölbt mit leicht eingedellter Kuppe, Durchmesser ca. 11 m und Höhe ca. 0,8 m.                                                                                  | 34823910 | BW   |
| 53° 0′ 46″ N, 9° 57′ 25″ O | Hötzingen 60, Grabhügel | Nordrand gut abgesetzt, Südrand stark abfallend. Über den Nordwestteil ein Fußweg, Durchmesser ca. 15 m und Höhe ca. 1 m.                                                  | 34823911 | BW   |

### Hötzingen 20
- ID:34821798
- Grabhügelfeld umfasste ehemals 31 Grabhügel.

| Lage                       | Bezeichnung  | Beschreibung | ID       | Bild |
| -------------------------- | ------------ | --- | -------- | ---- |
| 53° 1′ 34″ N, 9° 58′ 5″ O  | Hötzingen 21 | Durchmesser ca. 11 m und Höhe ca. 0,72 m. | 34822895 | BW   |
| 53° 1′ 33″ N, 9° 58′ 5″ O  | Hötzingen 22 | Mit einem tiefen, alten Grenzgraben von Ost-West, Durchmesser ca. 11 m und Höhe ca. 0,49 m. | 34822896 | BW   |
| 53° 1′ 33″ N, 9° 58′ 5″ O  | Hötzingen 23 | Rand verwaschen, Durchmesser ca. 7 m und Höhe ca. 0,23 m. | 34822958 | BW   |
| 53° 1′ 34″ N, 9° 58′ 7″ O  | Hötzingen 24 | Rand deutlich abgesetzt. In Mitte sowie im Nord- und Nordostrand alte Eingrabungen, Durchmesser ca. 15 m und Höhe ca. 0,85 m.                                                                         | 34822959 | BW   |
| 53° 1′ 33″ N, 9° 58′ 8″ O  | Hötzingen 25 | Ebenmäßig geformt, mit gleichmäßig stark abgesetztem Rand, Durchmesser ca. 16 m und Höhe ca. 2 m. | 34822960 | BW   |
| 53° 1′ 32″ N, 9° 58′ 6″ O  | Hötzingen 26 | Rand flach auslaufend, Durchmesser ca. 10,3 m und Höhe ca. 0,5 m. | 34823030 | BW   |
| 53° 1′ 33″ N, 9° 58′ 8″ O  | Hötzingen 27 | Ebenmäßig geformt, Durchmesser ca. 12 m und Höhe ca. 1 m. | 34823031 | BW   |
| 53° 1′ 33″ N, 9° 58′ 9″ O  | Hötzingen 28 | In der Mitte kraterförmige, weite, alte Eingrabung. Nordostrand hoch aufgeworfen, Durchmesser ca. 17 m und Höhe ca. 1,07 m.                                                                           | 34823032 | BW   |
| 53° 1′ 33″ N, 9° 58′ 10″ O | Hötzingen 29 | In der Mitte eine alte Eingrabung. Rand flach und verwaschen, Durchmesser ca. 12 m und Höhe ca. 0,51 m.                                                                                               | 34823102 | BW   |
| 53° 1′ 34″ N, 9° 58′ 9″ O  | Hötzingen 30 | In der Mitte eine alte, längliche Eingrabung in Richtung Nord - Süd. Rand flach auslaufend, Durchmesser ca. 11 m und Höhe ca. 0,52 m.                                                                 | 34823103 | BW   |
| 53° 1′ 34″ N, 9° 58′ 11″ O | Hötzingen 31 | Ebenmäßig geformt. Im Zentrum eine alte, trichterförmige Eingrabung, Durchmesser ca. 19 m und Höhe ca. 1 m.                                                                                           | 34823104 | BW   |
| 53° 1′ 35″ N, 9° 58′ 8″ O  | Hötzingen 32 | Kuppe abgeflacht. Rand verwaschen, Durchmesser ca. 13 m und Höhe ca. 0,72 m. | 34823146 | BW   |
| 53° 1′ 35″ N, 9° 58′ 10″ O | Hötzingen 34 | Ebenmäßig geformt. Im Rand eine umlaufende Vertiefung, Durchmesser ca. 14 m und Höhe ca. 0,82 m. | 34823148 | BW   |
| 53° 1′ 35″ N, 9° 58′ 10″ O | Hötzingen 35 | Ränder sind verwaschen, Durchmesser ca. 10 m und Höhe ca. 0,45 m. | 34823230 | BW   |
| 53° 1′ 36″ N, 9° 58′ 12″ O | Hötzingen 36 | Ebenmäßig geformt. Vom Südrand bis Mitte eine alte, flache, längliche Eingrabung. Im Nordrand eine ringgrabenartige Vertiefung, Durchmesser ca. 19 m und Höhe ca. 1,33 m.                             | 34823231 | BW   |
| 53° 1′ 36″ N, 9° 58′ 12″ O | Hötzingen 37 | Um die Kuppe führt eine ringgrabenartige Vertiefung, Durchmesser ca. 13 m und Höhe ca. 0,9 m. | 34823232 | BW   |
| 53° 1′ 37″ N, 9° 58′ 12″ O | Hötzingen 38 | Ebenmäßig geformt, mit allmählich abfallendem Rand. In der Mitte kleine, trichterförmige Eingrabung, Durchmesser ca. 14 m und Höhe ca. 0,78 m.                                                        | 34823339 | BW   |
| 53° 1′ 38″ N, 9° 58′ 12″ O | Hötzingen 39 | In der Mitte kleine Störung. Von Osten nach Westen eine ringgrabenartige Vertiefung, Durchmesser ca. 18 m und Höhe ca. 0,96 m.                                                                        | 34823340 | BW   |
| 53° 1′ 37″ N, 9° 58′ 13″ O | Hötzingen 40 | Im Rand eine ringgrabenartige Vertiefung. Über die Mitte alter Grenzgraben in Richtung Ost - West. Südhälfte durch alte Eingrabungen zerklüftet, Durchmesser ca. 18 m und Höhe ca. 1,09 m.            | 34823341 | BW   |
| 53° 1′ 37″ N, 9° 58′ 14″ O | Hötzingen 41 | In der Mitte große, alte, trichterförmige Eingrabung, Durchmesser ca. 11 m und Höhe ca. 0,57 m. | 34823384 | BW   |
| 53° 1′ 38″ N, 9° 58′ 13″ O | Hötzingen 42 | In der Mitte alte, große Eingrabung, Durchmesser ca. 11 m und Höhe ca. 0,57 m. | 34823385 | BW   |
| 53° 1′ 37″ N, 9° 58′ 14″ O | Hötzingen 43 | Quer über die Mitte von Osten nach Westen alter, verwaschener Grenzgraben. Rand flach auslaufend, Durchmesser ca. 10 m und Höhe ca. 0,33 m.                                                           | 34823386 | BW   |
| 53° 1′ 39″ N, 9° 58′ 15″ O | Hötzingen 44 | In der Mitte eine tiefe, trichterförmige Eingrabung mit gleichmäßig auslaufendem Rand, Durchmesser ca. 19 m und Höhe ca. 1,3 m.                                                                       | 34823515 | BW   |
| 53° 1′ 39″ N, 9° 58′ 15″ O | Hötzingen 45 | Flach, ohne ausgeprägte Kuppe, Durchmesser ca. 10 m und Höhe ca. 0,43 m. | 34823516 | BW   |
| 53° 1′ 40″ N, 9° 58′ 17″ O | Hötzingen 46 | Am Südwestrand eine kleine Vertiefung, Durchmesser ca. 15 m und Höhe ca. 0,7 m. | 34823517 | BW   |
| 53° 1′ 38″ N, 9° 58′ 20″ O | Hötzingen 47 | Vom Westrand bis zur Mitte eine alte, längliche Eingrabung. Im Rand eine ringgrabenförmige Vertiefung, Durchmesser ca. 18 m und Höhe ca. 1,02 m.                                                      | 34823575 | BW   |
| 53° 1′ 36″ N, 9° 58′ 20″ O | Hötzingen 49 | In der Hügelmitte eine alte, weite, kraterförmige Eingrabung. Südteil zerklüftet und verwaschen. Über den Rand ein alter Grenzgraben in Richtung Ost - West, Durchmesser ca. 14 m und Höhe ca. 0,5 m. | 34823577 | BW   |

## Leitzingen
| Lage                        | Bezeichnung                         | Beschreibung | ID       | Bild |
| --------------------------- | ----------------------------------- | --- | -------- | ---- |
| 52° 58′ 58″ N, 9° 46′ 45″ O | Leitzingen 26, Grabhügel            | Etliche alte Eingrabungen, Durchmesser ca. 14 m und Höhe ca. 0,5 m. Rand verwaschen.                                                    | 34822749 | BW   |
| 52° 59′ 51″ N, 9° 44′ 6″ O  | Leitzingen 39, Grabhügel            | Ebenmäßig gewölbt mit allmählich auslaufendem Rand, Durchmesser ca. 15 m und Höhe ca. 0,6 m. Störung am Südrand in Richtung Ost - West. | 34823045 | BW   |
| 52° 58′ 16″ N, 9° 45′ 28″ O | Leitzingen 44, Landwehr (Teilstück) | | 36961975 | BW   |

### Leitzingen 1
- ID:34825589
- Gruppe von ehemals 23 Grabhügeln, davon fünf zerstört.

| Lage                        | Bezeichnung   | Beschreibung | ID       | Bild |
| --------------------------- | ------------- | --- | -------- | ---- |
| 52° 59′ 52″ N, 9° 46′ 4″ O  | Leitzingen 1  | Flach gewölbt mit allmählich auslaufendem Rand, Durchmesser ca. 11 m und Höhe ca. 0,6 m. Spuren eines Kreisgrabens bzw. eines Steinkranzes.                                                           | 34822171 | BW   |
| 52° 59′ 50″ N, 9° 46′ 0″ O  | Leitzingen 2  | Mit abgesetztem Nordrand, übrige Ränder sanft auslaufend, Durchmesser ca. 20 m und Höhe ca. 0,7 m. Kleinere Eindellungen. Am Nordwestrand eine größere alte Eingrabung.                               | 34822172 | BW   |
| 52° 59′ 51″ N, 9° 45′ 59″ O | Leitzingen 3  | Ebenmäßig gewölbt mit sanft auslaufendem Rand, Durchmesser ca. 11 m und Höhe ca. 0,6 m. In der Mitte eine tiefe alte Eingrabung.                                                                      | 34822173 | BW   |
| 52° 59′ 44″ N, 9° 45′ 59″ O | Leitzingen 10 | Rest obertägig schwer erkennbar. Höhe des erhaltenen westlichen Bereichs ca. 0,2 Meter. Ostseite beim Umbruch der Heide überpflügt und teilweise eingeebnet, nur als helle Bodenverfärbung erkennbar. | 34822388 | BW   |
| 52° 59′ 45″ N, 9° 45′ 58″ O | Leitzingen 11 | Flach und ebenmäßig gewölbt mit sanft auslaufendem Rand, Durchmesser ca. 16 m und Höhe ca. 0,5 m. Westliches Drittel nur bis 0,3 m Höhe erhalten.                                                     | 34822389 | BW   |
| 52° 59′ 45″ N, 9° 45′ 55″ O | Leitzingen 12 | Alte, runde Eingrabungen, Durchmesser ca. 19 m und Höhe ca. 0,9 m. Rand verwaschen und sanft auslaufend.                                                                                              | 34822390 | BW   |
| 52° 59′ 42″ N, 9° 45′ 53″ O | Leitzingen 15 | Mit etlichen Eingrabungen, Oberfläche stark zerklüftet, Durchmesser ca. 14 m und Höhe ca. 0,6 m. Rand abgesetzt.                                                                                      | 34822461 | BW   |
| 52° 59′ 41″ N, 9° 45′ 53″ O | Leitzingen 16 | Mit einigen Eingrabungen, Oberfläche stark zerklüftet, Durchmesser ca. 11 m und Höhe ca. 0,8 m. Rand leicht abgesetzt.                                                                                | 34822504 | BW   |
| 52° 59′ 41″ N, 9° 45′ 51″ O | Leitzingen 17 | Abgeplattete Oberfläche, in der Mitte leicht eingedellte, Durchmesser ca. 14 m und Höhe ca. 0,9 m. Rand deutlich abgesetzt.                                                                           | 34822505 | BW   |
| 52° 59′ 42″ N, 9° 45′ 50″ O | Leitzingen 18 | Mit einer alten, tiefen Eingrabung in der Mitte, Durchmesser ca. 6 m und Höhe ca. 0,3 m. Rand aufgeworfen, dadurch im Nordteil deutlich abgesetzt, sonst flach auslaufend.                            | 34822506 | BW   |
| 52° 59′ 41″ N, 9° 45′ 49″ O | Leitzingen 19 | In der Mitte leichte Eindellung. Am Südrand in Senke auslaufend, Durchmesser ca. 10 m und Höhe ca. 0,5 m.                                                                                             | 34822577 | BW   |
| 52° 59′ 40″ N, 9° 45′ 52″ O | Leitzingen 20 | In der Mitte abgeplattet, Durchmesser ca. 12 m und Höhe ca. 0,5 m. Rand verwaschen, sanft auslaufend.                                                                                                 | 34822578 | BW   |
| 52° 59′ 40″ N, 9° 45′ 50″ O | Leitzingen 21 | Mit etlichen alten, tiefen Eingrabungen, dadurch stark zerklüftet, Durchmesser ca. 15 m und Höhe ca. 1,3 m. Rand deutlich abgesetzt.                                                                  | 34822579 | BW   |
| 52° 59′ 39″ N, 9° 45′ 50″ O | Leitzingen 22 | Ebenmäßig gewölbt mit sanft auslaufendem Rand, Durchmesser ca. 12 m und Höhe ca. 1 m. | 34822658 | BW   |
| 52° 59′ 37″ N, 9° 45′ 52″ O | Leitzingen 23 | Abgeplattet mit einigen kleinen Eindellungen, Durchmesser ca. 13 m und Höhe ca. 0,5 m. Westrand leicht abgesetzt, andere sanft auslaufend.                                                            | 34822659 | BW   |

### Leitzingen 29
- ID:34821797
- Gruppe von ehemals zehn Grabhügeln, davon vier zerstört.

| Lage                        | Bezeichnung   | Beschreibung | ID       | Bild |
| --------------------------- | ------------- | --- | -------- | ---- |
| 52° 58′ 30″ N, 9° 46′ 10″ O | Leitzingen 29 | Schwach gewölbt, Durchmesser ca. 15 m und Höhe ca. 0,6 m. Rand allmählich auslaufend. Alter Weg von Norden nach Süden. Eine grabenartige Vertiefung in Richtung Nord - Süd über den Ostrand. | 34822789 | BW   |
| 52° 58′ 29″ N, 9° 46′ 9″ O  | Leitzingen 31 | Annähernd oval, Größe ca. 10 × 17 m und Höhe ca. 0,4 m. | 34822951 | BW   |
| 52° 58′ 30″ N, 9° 46′ 8″ O  | Leitzingen 32 | Mit abgefahrener bzw. eingebneter Kuppe, Durchmesser ca. 10 m und Höhe ca. 0,4 m. Rand flach auslaufend und etwas verwaschen.                                                                | 34822952 | BW   |
| 52° 58′ 32″ N, 9° 46′ 8″ O  | Leitzingen 34 | Mit einer alten muldenförmigen Vertiefung in der Mitte, Durchmesser ca. 16 m und Höhe ca. 0,8 m. Oberfläche zerklüftet. Südrand abgesetzt, weitere Ränder sanft auslaufend.                  | 34823005 | BW   |
| 52° 58′ 31″ N, 9° 46′ 6″ O  | Leitzingen 36 | Mit einer flachen, alten Eingrabung in der Mitte, Durchmesser ca. 11 m und Höhe ca. 0,6 m. Einkuhlungen. Südrand flach, weitere Ränder sanft auslaufend.                                     | 34823007 | BW   |

## Marbostel bei Soltau
| Lage                        | Bezeichnung                        | Beschreibung | ID       | Bild |
| --------------------------- | ---------------------------------- | --- | -------- | ---- |
| 52° 56′ 38″ N, 9° 48′ 55″ O | Marbostel bei Soltau 3, Grabhügel  | Durchmesser ca. 19 m und Höhe ca. 0,75 m. Fast gesamte Westhälfte abgefahren. Rand allmählich auslaufend, aber durch zahlreiche Mieten und Mietengruben gestört. | 34824422 | BW   |
| 52° 56′ 36″ N, 9° 48′ 55″ O | Marbostel bei Soltau 4, Grabhügel  | Durchmesser ca. 12 m und Höhe ca. 0,5 m. Ebenmäßig gewölbt mit sanft abfallendem Rand. Am südlichen und am östlichen Rand alte Erdentnahmestelle.                | 34824423 | BW   |
| 52° 56′ 28″ N, 9° 49′ 8″ O  | Marbostel bei Soltau 8, Grabhügel  | Oval, ebenmäßig gewölbt (Nord - Süd gerichtet) 17 m, (Ost - West gerichtet) 11 m und Höhe ca. 0,8 m, mit sanft auslaufendem Rand.                                | 34824513 | BW   |
| 52° 56′ 22″ N, 9° 49′ 11″ O | Marbostel bei Soltau 13, Grabhügel | Ebenmäßig gewölbt und allmählich auslaufender Rand, Durchmesser ca. 11 m und Höhe ca. 0,5 m.                                                                     | 34824668 | BW   |
| 52° 57′ 39″ N, 9° 49′ 19″ O | Marbostel bei Soltau 23, Grabhügel | Annähernd rund, Durchmesser ca. 7 m und Höhe ca. 0,4 m. Pflanzfurchen.                                                                                           | 34825042 | BW   |

## Meinern
| Lage                        | Bezeichnung           | Beschreibung | ID       | Bild |
| --------------------------- | --------------------- | --- | -------- | ---- |
| 52° 58′ 22″ N, 9° 48′ 25″ O | Meinern 2, Grabhügel  | Mit einer alten, muldenförmigen Eingrabung in der Mitte, Durchmesser ca. 17 m und Höhe ca. 0,9 m. Einkuhlungen. Rand allmählich auslaufend. | 34823188 | BW   |
| 52° 58′ 20″ N, 9° 48′ 23″ O | Meinern 3, Grabhügel  | Mit abgeplatteter Oberfläche und durch verschiedene Eingrabungen zerwühlt, Durchmesser ca. 13 m und Höhe ca. 0,5 m. In der Mitte eine große, muldenförmige, alte Vertiefung. Rand sanft auslaufend. | 34823313 | BW   |
| 52° 58′ 20″ N, 9° 47′ 9″ O  | Meinern 15, Grabhügel | Mit abgeplatteter Mitte und mit alten, muldenförmigen Vertiefungen, Durchmesser ca. 10 m und Höhe ca. 0,5 m. Rand allmählich auslaufend. | 34823817 | BW   |
| 52° 58′ 20″ N, 9° 47′ 9″ O  | Meinern 16, Grabhügel | Mit einer alten, runden, muldenförmigen Vertiefung in der Mitte, Durchmesser ca. 9 m und Höhe ca. 0,4 m. Rand allmählich auslaufend. | 34823817 | BW   |
| 52° 57′ 51″ N, 9° 45′ 24″ O | Meinern 26, Grabhügel | Schwach gewölbte Kuppe und muldenförmigen und rechteckigen alten Eingrabungen in den Randzonen, Durchmesser ca. 22 m und Höhe ca. 0,8 m. Rand allmählich auslaufend. | 34824179 | BW   |
| 52° 57′ 52″ N, 9° 45′ 25″ O | Meinern 27, Grabhügel | Mit einer tiefen rechteckigen Eingrabung in der Mitte, Durchmesser ca. 11 m und Höhe ca. 0,8 m. Rand allmählich auslaufend und zerwühlt. Am Nordostrand eine grabenartige Eingrabung, die bis zur Mitte reicht. | 34824286 | BW   |
| 52° 57′ 51″ N, 9° 45′ 27″ O | Meinern 28, Grabhügel | Mit einer großen viereckigen Eingrabung mit einem breiten Graben durch den Nordrand, Durchmesser ca. 12 m und Höhe ca. 0,9 m. | 34824287 | BW   |
| 52° 57′ 43″ N, 9° 47′ 52″ O | Meinern 35, Grabhügel | Mit einer ebenmäßigen, schwach gewölbten Kuppe, Durchmesser ca. 14 m und Höhe ca. 0,5 m. Mit allmählich auslaufendem Rand. In der Mitte eine flache, muldenförmige Eintiefung. In der Randzone flache Eintiefungen. Am Südrand eine grabenartige Eingrabung in Richtung Ost-West. Entlang des Westrandes Abbruchkante zur Straße. | 34824427 | BW   |
| 52° 57′ 44″ N, 9° 47′ 52″ O | Meinern 36, Grabhügel | Mit einer ebenmäßigen, schwach gewölbten Kuppe, Durchmesser ca. 15 m und Höhe ca. 0,7 m. Mit allmählich auslaufendem Rand. Am Nordrand eine alte, verwaschene Eingrabung. | 34824485 | BW   |
| 52° 57′ 57″ N, 9° 48′ 45″ O | Meinern 37, Grabhügel | Von Nordwest nach Südost alte, grabenartige Vertiefung, in der Mitte etwas verbreitert, Durchmesser ca. 12 m und Höhe ca. 0,5 m. Ränder allmählich auslaufend. | 34824486 | BW   |
| 52° 58′ 37″ N, 9° 47′ 54″ O | Meinern 43, Wüstung   | Nur ein Brunnen mit ca. 2 m Durchmesser und 1 m Tiefe, mit Resten der Steineinfassung erhalten. | 34824671 | BW   |
| 52° 58′ 14″ N, 9° 45′ 23″ O | Meinern 58, Landwehr  | Teilstück A-B von ca. 200 m Länge erhalten, Wall mit beidseitigem Graben, Wallbreite 4 m, Höhe bis 0,5 m, am Westende Höhe bis 0,7 m, nach Westen auslaufend. | 34823161 | BW   |
| 52° 58′ 14″ N, 9° 45′ 23″ O | Meinern 58, Landwehr  | | 36962023 | BW   |

### Meinern 4
- ID:34824171
- Gruppe von sieben Grabhügeln.

| Lage                        | Bezeichnung | Beschreibung | ID       | Bild |
| --------------------------- | ----------- | --- | -------- | ---- |
| 52° 58′ 19″ N, 9° 47′ 56″ O | Meinern 4   | (Nord-Süd gerichtet) 14 m, (Ost-West gerichtet) 10 m und Höhe ca. 0,6 m. Tiefe längliche Eingrabung in Osthälfte, in Richtung Nord-Süd und eine kleinere rechteckige Eingrabung in Westhälfte. Ostrand abgepflügt, andere Ränder sanft auslaufend. | 34823314 | BW   |
| 52° 58′ 17″ N, 9° 47′ 56″ O | Meinern 5   | Mit einer aufgrund mehrerer Eingrabungen verwaschenen Oberfläche, Durchmesser ca. 10 m und Höhe ca. 0,3 m. Ränder verwaschen, im Osten auf Ackerland, im Westen auf Weg liegen.                                                                    | 34823315 | BW   |
| 52° 58′ 18″ N, 9° 47′ 55″ O | Meinern 6   | Flach und rund mit flach auslaufendem Rand, Durchmesser ca. 11 m und Höhe ca. 0,3 m. In Richtung Ost-West Aufforstungsfurchen. | 34823518 | BW   |
| 52° 58′ 17″ N, 9° 47′ 52″ O | Meinern 8   | Mit einer rechteckigen Eingrabung in der Mitte, Durchmesser ca. 17 m und Höhe ca. 0,6 m. In Richtung Ost-West Aufforstungsfurchen. Rand sanft abfallend.                                                                                           | 34823520 | BW   |
| 52° 57′ 57″ N, 9° 45′ 28″ O | Meinern 10  | Mit eingedellter Mitte, Oberfläche zerklüftet, Durchmesser ca. 9 m und Höhe ca. 0,45 m. Rand verwaschen. Durch Wege im Norden und Süden angeschnitten.                                                                                             | 34823649 | BW   |
| 52° 58′ 19″ N, 9° 47′ 49″ O | Meinern 12  | In der Mitte und Ostseite teilweise zerstört und abgefahren, Durchmesser ca. 8 m und Höhe ca. 0,4 m. Aufforstungsfurchen quer über den Hügel. Am Westrand flach auslaufend.                                                                        | 34823749 | BW   |

### Meinern 19
- ID:34824904
- Gruppe von ehemals neun Grabhügeln.

| Lage                        | Bezeichnung | Beschreibung | ID       | Bild |
| --------------------------- | ----------- | --- | -------- | ---- |
| 52° 58′ 21″ N, 9° 47′ 50″ O | Meinern 19  | Mit alten Eingrabungen, Oberfläche zerklüftet, Durchmesser ca. 12 m und Höhe ca. 0,5 m. Südwestlicher Bereich etwas eingedrückt. Rand flach und verwaschen. | 34823946 | BW   |
| 52° 57′ 57″ N, 9° 45′ 26″ O | Meinern 20  | In der Mitte stark zerwühlt, Durchmesser ca. 14 m und Höhe ca. 0,6 m. Rand allmählich auslaufend.                                                           | 34823947 | BW   |
| 52° 57′ 57″ N, 9° 45′ 24″ O | Meinern 21  | Mit muldenförmigen Eingrabungen, Durchmesser ca. 11 m und Höhe ca. 0,6 m. Rand allmählich auslaufend und verwaschen.                                        | 34824050 | BW   |
| 52° 57′ 57″ N, 9° 45′ 21″ O | Meinern 22  | Klein und flach mit allmählich auslaufendem Rand, Durchmesser ca. 9 m und Höhe ca. 0,5 m.                                                                   | 34824051 | BW   |
| 52° 57′ 58″ N, 9° 45′ 22″ O | Meinern 23  | Schwach gewölbte Kuppe, Durchmesser ca. 12 m und Höhe ca. 0,6 m. Rand allmählich auslaufend. In Richtung Ost-West Pflanzfurchen.                            | 34824052 | BW   |
| 52° 57′ 59″ N, 9° 45′ 22″ O | Meinern 24  | Kleiner Hügelkranz von Osten über Süden bis Westen, Höhe ca. 0,3 m, erhalten.                                                                               | 34824177 | BW   |
| 52° 58′ 0″ N, 9° 45′ 20″ O  | Meinern 25  | | 34824178 | BW   |

## Moide
| Lage                        | Bezeichnung        | Beschreibung | ID       | Bild |
| --------------------------- | ------------------ | --- | -------- | ---- |
| 52° 59′ 43″ N, 9° 56′ 6″ O  | Moide 1, Grabhügel | Mit sanft auslaufendem Rand, Durchmesser ca. 17 m und Höhe ca. 1 m. Über den Nordrand ein Weg in Richtung Ost-West.                                                                                                   | 34820767 | BW   |
| 52° 59′ 29″ N, 9° 56′ 46″ O | Moide 2, Grabhügel | Mit stark zerwühlter Mitte und durch große Raubgrabung eingedellt, Durchmesser ca. 19 m und Höhe ca. 0,8 m. Rand im Osten flach auslaufend, sonst gut abgesetzt. Durch Einkuhlungen und Erdaufwürfe schwer erkennbar. | 34820829 | BW   |
| 52° 59′ 48″ N, 9° 56′ 42″ O | Moide 3, Grabhügel | In der Mitte abgeplattet, Durchmesser ca. 11 m und Höhe ca. 0,4 m. Ränder abgesetzt. Alte tiefe Pflanzfurchen in Richtung Ost-West.                                                                                   | 34820830 | BW   |
| 52° 59′ 48″ N, 9° 56′ 47″ O | Moide 4, Grabhügel | Am Nord- und Südrand abgesetzt, Durchmesser ca. 11 m und Höhe ca. 0,7 m. Ost- und Westrand infolge tiefer Pflanz- und Aufforstungsarbeiten abgeflacht. Tiefe Furchen in Richtung Ost-West.                            | 34820831 | BW   |

### Moide 20
- ID:34825921
- Gruppe von vier Grabhügeln.

| Lage                       | Bezeichnung | Beschreibung | ID       | Bild |
| -------------------------- | ----------- | --- | -------- | ---- |
| 52° 59′ 4″ N, 9° 57′ 14″ O | Moide 20    | Annähernd rund. Durchmesser ca. 16 m und Höhe ca. 0,7 m. Holzrückspur. | 34821279 | BW   |
| 52° 59′ 4″ N, 9° 57′ 13″ O | Moide 21    | Oval (Ost-West orientiert) Größe 20 × 14 m und Höhe 0,4 m. In den Randbereichen undeutlich abgesetzt. Konturen durch tiefe Pflanzfurchen in Richtung Nord-Süd gestört. Oberfläche abgeflacht und Rand sanft auslaufend. Vom Ostrand aus wagenspurartige Vertiefung. | 34821280 | BW   |
| 52° 59′ 5″ N, 9° 57′ 12″ O | Moide 22    | Annähernd rund. Durchmesser ca. 11 m und Höhe ca. 0,4 m. Holzrückspur | 34821281 | BW   |
| 52° 59′ 3″ N, 9° 57′ 10″ O | Moide 23    | Klein, ebenmäßig gewölbt, mit abgesetztem Rand. Durch tiefe Pflanzfurchen sind Konturen gestört. Durchmesser ca. 9 m und Höhe ca. 0,6 m. | 34821394 | BW   |

## Soltau
| Lage                        | Bezeichnung         | Beschreibung | ID       | Bild |
| --------------------------- | ------------------- | --- | -------- | ---- |
| 52° 59′ 52″ N, 9° 49′ 42″ O | Soltau 3, Grabhügel | Ebenmäßig gewölbt, mit sanft auslaufendem Rand. Westrand in den Hang einer Senke auslaufend, Durchmesser ca. 9 m und Höhe ca. 0,6 m. | 34821192 | BW   |

## Tetendorf
| Lage                        | Bezeichnung             | Beschreibung | ID       | Bild |
| --------------------------- | ----------------------- | --- | -------- | ---- |
| 52° 57′ 31″ N, 9° 50′ 54″ O | Tetendorf 38, Grabhügel | Gewölbt ohne jegliche Störung, Durchmesser ca. 12 m und Höhe ca. 1 m. Rand ebenmäßig und gut abgesetzt. Im Westen in Bodensenke abfallend. Schmale, längliche Eingrabung am Südrand. | 34820704 | BW   |
| 52° 57′ 30″ N, 9° 50′ 54″ O | Tetendorf 39, Grabhügel | Abgeplattet und leicht eingesenkt, Durchmesser ca. 11 m und Höhe ca. 0,6 m. Rand sanft auslaufend.                                                                                   | 34820705 | BW   |
| 52° 57′ 40″ N, 9° 49′ 43″ O | Tetendorf 40, Grabhügel | Mit einer alten, muldenförmigen Eingrabung, Durchmesser ca. 17 m und Höhe ca. 2 m. Am Rand ein herausgerissener Steinkranz, dadurch Absatz. Am Südrand kleiner Wallrest.             | 34820826 | BW   |
| 52° 57′ 52″ N, 9° 49′ 34″ O | Tetendorf 42, Grabhügel | Flach, Durchmesser ca. 10 m und Höhe ca. 0,4 m. Mit allmählich auslaufendem Rand. In der Mitte eine alte, muldenförmige Vertiefung.                                                  | 34820828 | BW   |

### Tetendorf 1
- ID:34825352
- Gruppe von ehemals 37 Grabhügeln, davon 10 obertägig abgetragen.

| Lage                        | Bezeichnung  | Beschreibung | ID       | Bild |
| --------------------------- | ------------ | --- | -------- | ---- |
| 52° 58′ 14″ N, 9° 49′ 14″ O | Tetendorf 8  | Durchmesser ca. 15 m und Höhe ca. 1,05 m. Ebenmäßig gewölbt, in der Mitte eine schwache Eindellung. Rand gut abgesetzt.                                                                                 | 34825620 | BW   |
| 52° 58′ 13″ N, 9° 49′ 16″ O | Tetendorf 9  | Durchmesser ca. 11 m und Höhe ca. 0,8 m. Ebenmäßig gewölbt, Nord-, und Nordostrand abgesetzt, sonst sanft auslaufend.                                                                                   | 34825621 | BW   |
| 52° 58′ 12″ N, 9° 49′ 13″ O | Tetendorf 10 | Durchmesser ca. 19 m und Höhe ca. 0,8 m. Mit leicht abgeplatteter Mitte und einigen schwachen Eindellungen. Rand abgesetzt, im Westen in eine natürliche Bodenwelle sanft auslaufend. Stark überpflügt. | 34825693 | BW   |
| 52° 58′ 14″ N, 9° 49′ 12″ O | Tetendorf 11 | Durchmesser ca. 11 m und Höhe ca. 0,5 m. Rand im Osten und Westen in den Hang übergehend, im Norden und Süden sanft auslaufend.                                                                         | 34825694 | BW   |
| 52° 58′ 13″ N, 9° 49′ 12″ O | Tetendorf 12 | Durchmesser ca. 15 m und Höhe ca. 0,3 m. Mit einer großen, alten Eingrabung in der Mitte. Rand als schwacher Wall aufgeworfen. Durch starke Überpflügung kaum noch erkennbar.                           | 34825695 | BW   |
| 52° 58′ 12″ N, 9° 49′ 10″ O | Tetendorf 13 | Durchmesser ca. 17 m und Höhe ca. 0,88 m. In der Mitte abgeplattet, mit schwacher Eindellung. Rand abgesetzt.                                                                                           | 34825806 | BW   |
| 52° 58′ 11″ N, 9° 49′ 7″ O  | Tetendorf 14 | Durchmesser ca. 16 m und Höhe ca. 1,04 m. Mit schwacher Kuppe. Nordseite abgeflacht, Rand sanft auslaufend.                                                                                             | 34825807 | BW   |
| 52° 58′ 11″ N, 9° 49′ 6″ O  | Tetendorf 16 | Durchmesser ca. 17 m und Höhe ca. 0,8 m. Mit einer großen, kesselartigen Eingrabung an Westseite. Rand wallartig aufgeworfen und abgesetzt.                                                             | 34825903 | BW   |
| 52° 58′ 11″ N, 9° 49′ 3″ O  | Tetendorf 17 | Durchmesser ca. 14 m und Höhe ca. 0,83 m. Mit einer großen kesselartigen Eingrabung in der Mitte. Rand wallartig aufgeworfen und abgesetzt.                                                             | 34825904 | BW   |
| 52° 58′ 8″ N, 9° 49′ 9″ O   | Tetendorf 19 | Durchmesser ca. 10 m und Höhe ca. 0,7 m. Infolge alter Eingrabung zerklüftet. Der Rand ist abgesetzt. Überpflügt und im Westen von Weg angeschnitten.                                                   | 34825969 | BW   |
| 52° 58′ 5″ N, 9° 49′ 13″ O  | Tetendorf 20 | Durchmesser ca. 20 m und Höhe ca. 1,55 m. Mit alter, flacher Eingrabung, Nord-, und Südrand in den Hang übergehend. West-, und Ostrand sanft auslaufend.                                                | 34825970 | BW   |
| 52° 58′ 6″ N, 9° 49′ 8″ O   | Tetendorf 21 | Durchmesser ca. 13 m und Höhe ca. 0,75 m. Ebenmäßig gewölbt mit leichten Eindellungen. Rand abgesetzt. Durch Weg im Norden angeschnitten.                                                               | 34825971 | BW   |
| 52° 58′ 4″ N, 9° 49′ 8″ O   | Tetendorf 22 | Durchmesser ca. 13 m und Höhe ca. 0,64 m. Ebenmäßig gewölbt, etwas abgeplattet in der Mitte. Rand sanft auslaufend. Überpflügt.                                                                         | 34826118 | BW   |
| 52° 58′ 4″ N, 9° 49′ 10″ O  | Tetendorf 23 | Durchmesser ca. 20 m und Höhe ca. 1,18 m. Infolge alter Eingrabungen an der Oberfläche abfallend. Rand gut abgesetzt.                                                                                   | 34826119 | BW   |
| 52° 58′ 3″ N, 9° 49′ 13″ O  | Tetendorf 24 | Durchmesser ca. 23 m und Höhe ca. 0,7 m. Abgeflacht mit verwaschenem, flachen Rand, einige alte, verwaschene Eingrabungen.                                                                              | 34826120 | BW   |
| 52° 58′ 2″ N, 9° 49′ 11″ O  | Tetendorf 25 | In Richtung Süden schwach abfallend, Größe 17 × 20 m (Nord-Süd gerichtet) und Höhe ca. 1 m. Tiefe Pflanzfurchen in Richtung Ost-West. Rand abgesetzt.                                                   | 34820358 | BW   |
| 52° 58′ 1″ N, 9° 49′ 10″ O  | Tetendorf 26 | Größe 16 × 18 m (Nord-Süd gerichtet) und Höhe ca. 0,94 m. Tiefe Pflanzfurchen in Richtung Ost-West. Rand abgesetzt.                                                                                     | 34820359 | BW   |
| 52° 58′ 0″ N, 9° 49′ 7″ O   | Tetendorf 27 | Durchmesser ca. 12 m und Höhe ca. 0,74 m. Gleichmäßig, stark gewölbte Kuppe. Am Nordwestrand alte, muldenförmige Eingrabung. Rand abgesetzt.                                                            | 34820360 | BW   |
| 52° 58′ 1″ N, 9° 49′ 6″ O   | Tetendorf 28 | Durchmesser ca. 11 m und Höhe ca. 0,4 m. In der Mitte eine alte, muldenförmige Eingrabung mit wallartig aufgeworfenem Rand. Nordwestrand flach auslaufend.                                              | 34820439 | BW   |
| 52° 57′ 59″ N, 9° 49′ 6″ O  | Tetendorf 29 | Durchmesser ca. 6 m und Höhe ca. 0,28 m. Mit flach auslaufendem, verwaschenem Rand. | 34820440 | BW   |
| 52° 57′ 59″ N, 9° 49′ 4″ O  | Tetendorf 30 | Durchmesser ca. 7 m und Höhe ca. 0,3 m. Mit flach auslaufendem Rand. | 34820441 | BW   |
| 52° 57′ 56″ N, 9° 49′ 4″ O  | Tetendorf 33 | Durchmesser ca. 18 m und Höhe ca. 0,6 m. | 34820497 | BW   |
| 52° 57′ 55″ N, 9° 49′ 4″ O  | Tetendorf 34 | | 34820624 | BW   |
| 52° 57′ 58″ N, 9° 49′ 3″ O  | Tetendorf 50 | Durchmesser ca. 11 m und Höhe ca. 0,4 m. Annähernd rund, von einem Waldweg überzogen. | 34825590 | BW   |
| 52° 57′ 57″ N, 9° 49′ 0″ O  | Tetendorf 51 | | 34825378 | BW   |
| 52° 57′ 56″ N, 9° 48′ 58″ O | Tetendorf 52 | Durchmesser ca. 11 m und Höhe ca. 0,5 m. Annähernd rund, von einer Schneise überzogen. | 34825379 | BW   |

## Wiedingen
| Lage                        | Bezeichnung               | Beschreibung | ID       | Bild |
| --------------------------- | ------------------------- | --- | -------- | ---- |
| 53° 1′ 13″ N, 9° 47′ 41″ O  | Wiedingen 25, Grabhügel   | | 34822041 | BW   |
| 53° 0′ 50″ N, 9° 47′ 48″ O  | Wiedingen 39, Grabhügel   | Mit flach auslaufendem Rand. In der Mitte eine alte, weite Eingrabung mit trichterförmiger Vertiefung, Durchmesser ca. 11 m und Höhe ca. 0,5 m. | 34822387 | BW   |
| 53° 1′ 9″ N, 9° 46′ 43″ O   | Wiedingen 40, Grabhügel   | Abgeplattete Oberfläche, Durchmesser ca. 8 m und Höhe ca. 0,6 m. Scharf abgesetzter Rand mit Ringgraben. Am Ostrand leicht angeschnitten. | 34822456 | BW   |
| 53° 1′ 8″ N, 9° 46′ 39″ O   | Wiedingen 41, Grabhügel   | Von Ost nach West und von West nach Nordost ein alter, tiefer Schützengraben. In der Mitte drei kopfgroße Steine in situ, Durchmesser ca. 13 m und Höhe ca. 1 m. | 34822457 | BW   |
| 53° 1′ 10″ N, 9° 46′ 36″ O  | Wiedingen 42, Grabhügel   | Abgeplattete Oberfläche, Durchmesser ca. 15 m und Höhe ca. 0,8 m. Nordhälfte allmählich auslaufend, Südhälfte mit abgesetztem Rand. | 34822458 | BW   |
| 53° 1′ 12″ N, 9° 46′ 52″ O  | Wiedingen 52, Grabhügel   | Ebenmäßig geformt mit etwas abgeplatteter Mitte, Durchmesser ca. 18 m und Höhe ca. 0,8 m. Ränder abgesetzt. | 34822816 | BW   |
| 53° 1′ 30″ N, 9° 46′ 34″ O  | Wiedingen 53, Grabhügel   | Mit auslaufenden Rändern, Durchmesser ca. 11 m und Höhe ca. 0,3 m. Ränder abgesetzt. | 34822817 | BW   |
| 53° 1′ 51″ N, 9° 46′ 50″ O  | Wiedingen 61, Grabhügel   | Mit abgeplatteter Mitte, Rand abgesetzt. Am Ostrand, von Norden nach Süden, durch Wassergraben angeschnitten. Durchmesser ca. 14 m und Höhe ca. 1 m. | 34822961 | BW   |
| 53° 0′ 12″ N, 9° 47′ 0″ O   | Wiedingen 65, Grabhügel   | Ebenmäßig gewölbt, mit sanft abfallendem Rand. Flache Aufforstungsfurchen in Richtung Ost-West, Durchmesser ca. 16 m und Höhe ca. 0,9 m. | 34823065 | BW   |
| 53° 0′ 29″ N, 9° 45′ 57″ O  | Wiedingen 105, Grabhügel  | Flach, rund, sanft auslaufender Rand. Durchmesser ca. 10 m und Höhe ca. 0,35 m. | 34824092 | BW   |
| 52° 59′ 54″ N, 9° 45′ 19″ O | Wiedingen 106, Grabhügel  | Grenzgraben zusammen mit einem Drahtzaun in Richtung Ost - West. In der Nordhälfte einige kleinere Eingrabungen. Mindestens zehn kopfgroße und größere Steine freiliegend. An südlicher Hälfte ist der Rand abgesetzt, an nördlicher läuft der Rand sanft aus. Durchmesser ca. 17 m und Höhe ca. 0,6 m. | 34823162 | BW   |
| 53° 1′ 8″ N, 9° 46′ 22″ O   | Wiedingen 111, Grabhügel  | | 34824254 | BW   |
| 53° 1′ 17″ N, 9° 48′ 5″ O   | Wiedingen 119, Grabhügel  | Durchmesser ca. 11 m und Höhe ca. 0,3 m. | 34824553 | BW   |
| 53° 1′ 15″ N, 9° 47′ 21″ O  | Wiedingen 122, Grenzstein | Rechteckiger Grenzstein aus Oberkirchener Sandstein. Maße: Höhe ca. 1 m, Breite ca. 0,5 m, Dicke ca. 0,3 m. Auf einer Seite ist das Kreuz des Bistums Verden eingemeißelt, auf der anderen der Braunschweigisch-Lüneburgische Löwe.                                                                     | 34825455 | BW   |

### Wiedingen 14
- ID:34825980
- Gruppe von ehemals neun Grabhügeln. Einer kaum noch erkennbar und einer zerstört.

| Lage                       | Bezeichnung  | Beschreibung | ID       | Bild |
| -------------------------- | ------------ | --- | -------- | ---- |
| 53° 0′ 41″ N, 9° 47′ 59″ O | Wiedingen 14 | Abgeplattet mit einer alten, flachen Eindellung, Durchmesser ca. 16 m und Höhe ca. 0,6 m. Ränder abgesetzt.                          | 34821732 | BW   |
| 53° 0′ 39″ N, 9° 48′ 4″ O  | Wiedingen 15 | Mit einer tiefen, alten Eingrabungen im Zentrum und ältere Schützengräben, Durchmesser ca. 17 m und Höhe ca. 1 m.                    | 34821733 | BW   |
| 53° 0′ 40″ N, 9° 48′ 5″ O  | Wiedingen 16 | Ungestört mit abgeplatteter Oberfläche, Durchmesser ca. 14 m und Höhe ca. 1,1 m.                                                     | 34821816 | BW   |
| 53° 0′ 43″ N, 9° 48′ 6″ O  | Wiedingen 17 | Einkuhlungen, Durchmesser ca. 16 m und Höhe ca. 0,4 m. Im Rand eine kreisförmige Grabenvertiefung. Im Nordteil eine alte Eingrabung. | 34821817 | BW   |
| 53° 0′ 44″ N, 9° 48′ 6″ O  | Wiedingen 18 | Mit etlichen alten Eingrabungen, Durchmesser ca. 21 m und Höhe ca. 0,8 m. Im Nordwestteil eine kleine aufwurfartige Erhöhung.        | 34821818 | BW   |
| 53° 0′ 44″ N, 9° 48′ 10″ O | Wiedingen 19 | Mit alten, flachen Eingrabungen im Westteil, Durchmesser ca. 19 m und Höhe ca. 1 m.                                                  | 34821883 | BW   |
| 53° 0′ 46″ N, 9° 48′ 7″ O  | Wiedingen 20 | | 34821884 | BW   |
| 53° 0′ 47″ N, 9° 48′ 8″ O  | Wiedingen 21 | Mit einigen flachen, alten Eingrabungen, Durchmesser ca. 19 m und Höhe ca. 0,5 m. Rand flach auslaufend.                             | 34821885 | BW   |

### Wiedingen 30
- ID:34826200
- Gruppe von ehemals acht Grabhügeln. Zwei sind obertägig nicht mehr erkennbar.

| Lage                      | Bezeichnung  | Beschreibung | ID       | Bild |
| ------------------------- | ------------ | --- | -------- | ---- |
| 53° 1′ 8″ N, 9° 48′ 4″ O  | Wiedingen 31 | Rand abgesetzt, Durchmesser ca. 9 m und Höhe ca. 0,6 m. | 34822196 | BW   |
| 53° 1′ 11″ N, 9° 48′ 7″ O | Wiedingen 33 | Überpflügt, Durchmesser ca. 17 m und Höhe ca. 0,6 m. | 34822198 | BW   |
| 53° 1′ 9″ N, 9° 48′ 8″ O  | Wiedingen 34 | Durchmesser ca. 14 m und Höhe ca. 0,7 m. | 34822302 | BW   |
| 53° 1′ 7″ N, 9° 48′ 15″ O | Wiedingen 35 | Mit einer alten, weiten Eindellung in der Mitte, Durchmesser ca. 11 m und Höhe ca. 0,7 m. Von Nordwesten nach Südosten flacher Grenzgraben. Rand sanft abfallend. | 34822303 | BW   |
| 53° 1′ 8″ N, 9° 48′ 22″ O | Wiedingen 36 | Mit großer trichterförmiger Eingrabung, Durchmesser ca. 21 m und Höhe ca. 1,2 m.                                                                                  | 34822304 | BW   |
| 53° 1′ 6″ N, 9° 48′ 25″ O | Wiedingen 37 | | 34822385 | BW   |

### Wiedingen 44
- ID:34825735
- Gruppe von ehemals acht Grabhügeln.

| Lage                       | Bezeichnung  | Beschreibung | ID       | Bild |
| -------------------------- | ------------ | --- | -------- | ---- |
| 53° 1′ 14″ N, 9° 46′ 39″ O | Wiedingen 44 | Ebenmäßig gewölbt, Durchmesser ca. 16 m und Höhe ca. 0,6 m. Rand allmählich auslaufend. Mitte leicht abgeplattet.                                                   | 34822502 | BW   |
| 53° 1′ 14″ N, 9° 46′ 39″ O | Wiedingen 45 | Ebenmäßig gewölbt, Durchmesser ca. 14 m und Höhe ca. 0,8 m. Mit abgesetztem Rand. Von Ost nach West ein tiefer Graben. An Südwestseite auf ca. 9 m² Erde entnommen. | 34822502 | BW   |
| 53° 1′ 15″ N, 9° 46′ 42″ O | Wiedingen 46 | Abgeplattete Oberfläche, Durchmesser ca. 14 m und Höhe ca. 0,7 m. Am Südostrand leicht abfallend, Nordrand it gut abgesetzt.                                        | 34822593 | BW   |
| 53° 1′ 15″ N, 9° 46′ 47″ O | Wiedingen 50 | Ebenmäßig geformt, Durchmesser ca. 13 m und Höhe ca. 0,6 m. Mit sanft auslaufendem Rand. Beim Heideumbruch überpflügt, der Steinkranz zum Teil freigelegt.          | 34822689 | BW   |

### Wiedingen 54
- ID:34825734
- Gruppe von acht Grabhügeln.

| Lage                       | Bezeichnung   | Beschreibung | ID       | Bild |
| -------------------------- | ------------- | --- | -------- | ---- |
| 53° 1′ 35″ N, 9° 46′ 38″ O | Wiedingen 54  | Ebenmäßig gewölbt mit abgesetztem Rand. Oberfläche unregelmäßig. Durchmesser ca. 13 m und Höhe ca. 0,7 m.                                                        | 34822818 | BW   |
| 53° 1′ 34″ N, 9° 46′ 39″ O | Wiedingen 55  | In der Mitte leicht abgeplattet, Rand abgesetzt. Durchmesser ca. 12 m und Höhe ca. 0,6 m.                                                                        | 34822871 | BW   |
| 53° 1′ 35″ N, 9° 46′ 40″ O | Wiedingen 56  | Etwas unebene Oberfläche, Mulde in der Mitte. Ostrand allmählich auslaufend, Westrand abgesetzt, Durchmesser ca. 10 m und Höhe ca. 0,4 m.                        | 34822872 | BW   |
| 53° 1′ 37″ N, 9° 46′ 41″ O | Wiedingen 57  | Gleichmäßig gewölbter Oberfläche, an Westseite etwas eingedellt. Rand abgesetzt, Durchmesser ca. 16 m und Höhe ca. 1 m.                                          | 34822873 | BW   |
| 53° 1′ 39″ N, 9° 46′ 44″ O | Wiedingen 58  | Abgeplattet mit allmählich auslaufendem Rand, am Nordostrand flache Erdentnahmestelle, Durchmesser ca. 12 m und Höhe ca. 0,6 m.                                  | 34822917 | BW   |
| 53° 1′ 40″ N, 9° 46′ 40″ O | Wiedingen 59  | Annähernd rund mit abgeflachter Kuppe, Durchmesser ca. 17 m und Höhe ca. 0,8 m.                                                                                  | 34822918 | BW   |
| 53° 1′ 40″ N, 9° 46′ 44″ O | Wiedingen 60  | Abgeplattet mit allmählich auslaufendem Rand. Oberfläche etwas unregelmäßig, in der Mitte eine schwache Eindellung, Durchmesser ca. 15 m und Höhe ca. 0,7 m.     | 34822919 | BW   |
| 53° 1′ 38″ N, 9° 46′ 40″ O | Wiedingen 107 | Nur als flache Erhebung mit flachem, verwaschenen Rand im Gelände erkennbar. Einige flache, muldenförmige Vertiefungen. Durchmesser ca. 16 m und Höhe ca. 0,3 m. | 34824150 | BW   |

### Wiedingen 73
- ID:34825206
- Gruppe von zwei gut erhaltenen, zwei stark gestörten und einem in Resten erhaltenen Grabhügel.

| Lage                        | Bezeichnung  | Beschreibung | ID       | Bild |
| --------------------------- | ------------ | --- | -------- | ---- |
| 52° 59′ 50″ N, 9° 47′ 0″ O  | Wiedingen 73 | Im Zentrum zwei rechteckige Eingrabungen. Durchmesser ca. 12 m und Höhe ca. 0,5 m. | 34823342 | BW   |
| 52° 59′ 48″ N, 9° 47′ 4″ O  | Wiedingen 75 | Erkennbarer Rest ist annähernd rund. Durchmesser ca. 14 m und Höhe ca. 0,5 m. | 34823344 | BW   |
| 52° 59′ 46″ N, 9° 47′ 12″ O | Wiedingen 76 | In der Osthälfte eine alte, weite, muldenförmige Eintiefung, eine kleinere in der Nordhälfte. Nordrand abgesetzt. Durchmesser ca. 16 m und Höhe ca. 0,65 m. Rand allmählich auslaufend. Im Nordosten durch angrenzenden Stubbenwall etwas überformt. | 34823430 | BW   |
| 52° 59′ 46″ N, 9° 47′ 15″ O | Wiedingen 77 | Weite, muldenförmigen Eingrabung in der Mitte. Durchmesser ca. 16 m und Höhe ca. 1,1 m. | 34823431 | BW   |

### Wiedingen 78
- ID:34820988
- Gruppe von 20 Grabhügeln.

| Lage                        | Bezeichnung  | Beschreibung | ID       | Bild |
| --------------------------- | ------------ | --- | -------- | ---- |
| 52° 59′ 42″ N, 9° 47′ 19″ O | Wiedingen 78 | Von Nordost nach Südwest tiefe Aufforstungsfurche. Rand allmählich auslaufend. Durchmesser ca. 14 m und Höhe ca. 0,8 m. | 34823432 | BW   |
| 52° 59′ 42″ N, 9° 47′ 20″ O | Wiedingen 79 | Aufforstungsfurchen von Nordost nach Südwest. Rand im Nordnordwesten und Südsüdosten abgesetzt, sonst sanft auslaufend. Durchmesser ca. 12 m und Höhe ca. 0,7 m.                                                                          | 34823481 | BW   |
| 52° 59′ 41″ N, 9° 47′ 21″ O | Wiedingen 80 | Tiefe Aufforstungsfurchen von Nordost nach Südwest. Rand im Nordwesten und Südosten abgesetzt, sonst sanft auslaufend. Durchmesser ca. 11 m und Höhe ca. 0,7 m.                                                                           | 34823482 | BW   |
| 52° 59′ 43″ N, 9° 47′ 22″ O | Wiedingen 81 | Tiefe Pflanzfurche in Richtung Nordwest-Südwest. Rand allmählich auslaufend. Durchmesser ca. 13 m und Höhe ca. 1 m. | 34823483 | BW   |
| 52° 59′ 44″ N, 9° 47′ 22″ O | Wiedingen 82 | Leicht abgeplattete Mitte, Nordrand abgesetzt, übrige Ränder sanft auslaufend. Im Süden von Wildacker angeschnitten. Durchmesser ca. 13 m und Höhe ca. 0,7 m.                                                                             | 34823599 | BW   |
| 52° 59′ 42″ N, 9° 47′ 25″ O | Wiedingen 83 | Mit mehreren schwachen Eindellungen in der Mitte, Rand verwaschen und im Westen flach auslaufend. Durchmesser ca. 11 m und Höhe ca. 0,5 m.                                                                                                | 34823600 | BW   |
| 52° 59′ 43″ N, 9° 47′ 26″ O | Wiedingen 84 | Ebenmäßig mit leicht abgeplatteter Kuppe. Rand sanft auslaufend, Durchmesser ca. 15 m und Höhe ca. 0,8 m. | 34823601 | BW   |
| 52° 59′ 40″ N, 9° 47′ 29″ O | Wiedingen 85 | Am Rand durch Pflanzfurchen verwaschen, Ostrand abgesetzt. Oberfläche zerklüftet, Durchmesser ca. 15 m und Höhe ca. 0,8 m. | 34823688 | BW   |
| 52° 59′ 42″ N, 9° 47′ 17″ O | Wiedingen 88 | In der Mitte abgeplattet,Ostrand abgesetzt, sonst allmählich auslaufend. Durchmesser ca. 18 m und Höhe ca. 0,8 m. | 34823746 | BW   |
| 52° 59′ 40″ N, 9° 47′ 24″ O | Wiedingen 89 | Von Osten nach Westen tiefer Graben, Pflanzfurchen von Ost nach West. Ostrand abgesetzt, sonst sanft auslaufend, Durchmesser ca. 15 m und Höhe ca. 1 m.                                                                                   | 34823747 | BW   |
| 52° 59′ 39″ N, 9° 47′ 23″ O | Wiedingen 90 | Gleichmäßig gewölbt mit sanft auslaufendem Rand, Durchmesser ca. 15 m und Höhe ca. 0,8 m. | 34823748 | BW   |
| 52° 59′ 41″ N, 9° 47′ 22″ O | Wiedingen 91 | | 34823844 | BW   |
| 52° 59′ 39″ N, 9° 47′ 29″ O | Wiedingen 92 | Gleichmäßig gewölbt mit sanft auslaufendem Rand, Durchmesser ca. 13 m und Höhe ca. 0,7 m. | 34823845 | BW   |
| 52° 59′ 38″ N, 9° 47′ 25″ O | Wiedingen 93 | Abgeplattet, mit sanft auslaufendem Rand. Flache, grabenartige Vertiefung von Nordost nach Südwest, Durchmesser ca. 17 m und Höhe ca. 0,6 m.                                                                                              | 34823846 | BW   |
| 52° 59′ 38″ N, 9° 47′ 27″ O | Wiedingen 94 | Abgeplattet, mit nach Norden abgesetzten und nach Süden sanft auslaufenden Rand, Durchmesser ca. 15 m und Höhe ca. 0,6 m. | 34823887 | BW   |
| 52° 59′ 38″ N, 9° 47′ 26″ O | Wiedingen 95 | Abgeplattet, in Richtung Nordwest flach auslaufend. Rand abgesetzt, Durchmesser ca. 13 m und Höhe ca. 0,6 m. | 34823888 | BW   |
| 52° 59′ 36″ N, 9° 47′ 27″ O | Wiedingen 96 | Gleichmäßig gewölbt mit sanft auslaufendem Rand, Durchmesser ca. 14 m und Höhe ca. 0,7 m. | 34823889 | BW   |
| 52° 59′ 36″ N, 9° 47′ 30″ O | Wiedingen 97 | Größe 17 × 11 m (Nord-Süd gerichtet). Nordhälfte zerstört und bis auf Resthöhe von 0,5 m abgefahren. Mitte durch Planierraupe zerstört und zum Weg in Richtung Nordost-Südwest eingeebnet. Südteil mit sanft auslaufendem Rand ungestört. | 34824017 | BW   |
| 52° 59′ 34″ N, 9° 47′ 27″ O | Wiedingen 98 | In der Mitte schwach gewölbt, Rand flach auslaufend. Durchmesser ca. 13 m und Höhe ca. 0,6 m. | 34824018 | BW   |
| 52° 59′ 32″ N, 9° 47′ 28″ O | Wiedingen 99 | Groß, gewölbt mit nach Norden sanft auslaufendem, sonst gut abgesetztem Rand, Durchmesser ca. 20 m und Höhe ca. 1,1 m. | 34824019 | BW   |

### Wiedingen 100
- ID:34820987
- Gruppe von sechs Grabhügeln.

| Lage                        | Bezeichnung   | Beschreibung | ID       | Bild |
| --------------------------- | ------------- | --- | -------- | ---- |
| 52° 59′ 41″ N, 9° 46′ 48″ O | Wiedingen 100 | Nordwestteil bis zu 1/3 zerstört und abgefahren. Am Südostrand auf mindestens 4 m Breite zerstört und abgefahren. Rand nach Norden und Süden sanft auslaufend. Zentrum ungestört. Durchmesser ca. 19 m und Höhe ca. 1,2 m. | 34824067 | BW   |
| 52° 59′ 41″ N, 9° 46′ 50″ O | Wiedingen 101 | Ebenmäßiger, schwach gewölbt, Durchmesser ca. 14 m und Höhe ca. 0,8 m. Nordwestrand abgesetzt, sonst sanft auslaufend. | 34824068 | BW   |
| 52° 59′ 42″ N, 9° 46′ 50″ O | Wiedingen 102 | Mit einer großen, alten Eingrabung im Zentrum, Durchmesser ca. 17 m und Höhe ca. 0,8 m. Nordrand auf mindestens 3 m zerstört und abgefahren. Rand sonst sanft auslaufend.                                                  | 34824069 | BW   |
| 52° 59′ 41″ N, 9° 46′ 53″ O | Wiedingen 103 | Mit einer alten, viereckigen Eingrabung in der Mitte, Durchmesser ca. 15 m und Höhe ca. 0,8 m. Rand sanft auslaufend. | 34824090 | BW   |
| 52° 59′ 40″ N, 9° 46′ 53″ O | Wiedingen 104 | Einige Eindellungen in der Oberfläche und abgeplattet, Durchmesser ca. 13 m und Höhe ca. 0,8 m. Rand sanft auslaufend. Tiefe Pflanzfurchen von Nordost nach Südwest.                                                       | 34824091 | BW   |
| 52° 59′ 40″ N, 9° 46′ 44″ O | Wiedingen 123 | Annähernd rund mit Einkuhlungen an Oberfläche. Durchmesser ca. 15 m und Höhe ca. 0,7 m. | 34823328 | BW   |

## Woltem
| Lage                        | Bezeichnung          | Beschreibung | ID       | Bild |
| --------------------------- | -------------------- | --- | -------- | ---- |
| 52° 58′ 35″ N, 9° 43′ 5″ O  | Woltem 45, Grabhügel | Mit einer alten, verwaschenen Abtragung, Durchmesser ca. 10 m und Höhe ca. 0,3 m. Rand flach auslaufend.                                                       | 34822922 | BW   |
| 52° 58′ 33″ N, 9° 42′ 38″ O | Woltem 61, Grabhügel | Verwaschen mit einer flachen, weiten Einsenkung in der Mitte, Durchmesser ca. 14 m und Höhe ca. 0,6 m. Rand allmählich auslaufend, im Norden flach auslaufend. | 34823311 | BW   |
| 52° 57′ 59″ N, 9° 42′ 10″ O | Woltem 72, Grabhügel | Schwach gewölbt, mit allmählich auslaufendem Rand. Ostrand von alter Sandentnahmestelle angeschnitten, Durchmesser ca. 10 m und Höhe ca. 0,4 m.                | 34823719 | BW   |
| 52° 57′ 58″ N, 9° 42′ 11″ O | Woltem 73, Grabhügel | Osthälfte durch alte Sandentnahmestelle angeschnitten. Oberfläche stark zerwühlt, daher kaum noch erkennbar, Durchmesser ca. 8 m und Höhe ca. 0,3 m.           | 34823720 | BW   |
| 52° 59′ 19″ N, 9° 41′ 23″ O | Woltem 83, Grabhügel | Annähernd rund, Durchmesser ca. 16 m und Höhe ca. 1,2 m. | 34824128 | BW   |

### Woltem 8
- ID:34824903
- Gruppe von ehemals 12 Grabhügeln.

| Lage                        | Bezeichnung | Beschreibung | ID       | Bild |
| --------------------------- | ----------- | --- | -------- | ---- |
| 52° 57′ 40″ N, 9° 42′ 10″ O | Woltem 8    | Flach gewölbt, sanft auslaufender Rand, Durchmesser ca. 7 m und Höhe ca. 0,3 m.                                                                                                | 34822029 | BW   |
| 52° 57′ 43″ N, 9° 42′ 8″ O  | Woltem 11   | Ebenmäßig schwach gewölbt, Durchmesser ca. 14 m und Höhe ca. 0,6 m. Im Nordosten von Weg angeschnitten, am Südostrand eine alte Erdentnahmestelle. Rand allmählich auslaufend. | 34822045 | BW   |
| 52° 57′ 43″ N, 9° 42′ 4″ O  | Woltem 14   | Ebenmäßig gewölbt, Durchmesser ca. 12 m und Höhe ca. 0,4 m. Rand allmählich auslaufend. Nordteil von Weg angeschnitten. Von Ost nach West ein flacher Grenzgraben.             | 34822091 | BW   |
| 52° 57′ 44″ N, 9° 42′ 7″ O  | Woltem 15   | Durchmesser ca. 15 m und Höhe ca. 0,5 m. In der Mitte und am Nord- und Südrand alte, weite Einsenkungen. Rand allmählich auslaufend.                                           | 34822092 | BW   |
| 52° 57′ 45″ N, 9° 42′ 4″ O  | Woltem 16   | Ebenmäßig gewölbt mit allmählich auslaufendem Rand, Durchmesser ca. 18 m und Höhe ca. 0,8 m. Alte, flache Einsenkungen.                                                        | 34822116 | BW   |
| 52° 57′ 45″ N, 9° 42′ 2″ O  | Woltem 17   | Ebenmäßig gewölbt mit allmählich auslaufendem Rand, Durchmesser ca. 11 m und Höhe ca. 0,5 m.                                                                                   | 34822117 | BW   |
| 52° 57′ 45″ N, 9° 42′ 0″ O  | Woltem 19   | Mit zahlreichen Eingrabungen, Durchmesser ca. 18 m und Höhe ca. 0,8 m. Süd-, und Nordrand schwach abgesetzt. Ränder sonst allmählich auslaufend.                               | 34822215 | BW   |

### Woltem 20
- ID:34824141
- Gruppe von ehemals 25 Grabhügeln.

| Lage                        | Bezeichnung | Beschreibung | ID       | Bild |
| --------------------------- | ----------- | --- | -------- | ---- |
| 52° 57′ 47″ N, 9° 41′ 54″ O | Woltem 20   | Oval, verwaschen, Größe (Nord-Süd) 16 m, (Ost-West) 12 m und Höhe ca. 1 m mit allmählich auslaufendem Rand. Alte Eingrabungen. | 34822216 | BW   |
| 52° 57′ 46″ N, 9° 41′ 52″ O | Woltem 22   | Mit einer alten, weiten Raubgrabung in der Mitte, Durchmesser ca. 18 m und Höhe ca. 1,1 m. Rand nach Süden abgesetzt, nach Norden verwaschen und z. T. flach auslaufend. Im Osten an alte Sandentnahmestelle angrenzend.                                        | 34822403 | BW   |
| 52° 57′ 48″ N, 9° 41′ 53″ O | Woltem 24   | Ebenmäßig gewölbt mit allmählich auslaufendem Rand. Am Rande schwache Einsenkungen, Durchmesser ca. 16 m und Höhe ca. 1 m. | 34822405 | BW   |
| 52° 57′ 48″ N, 9° 41′ 51″ O | Woltem 25   | Ebenmäßig gewölbt mit allmählich auslaufendem Rand, Durchmesser ca. 17 m und Höhe ca. 1 m. | 34822484 | BW   |
| 52° 57′ 48″ N, 9° 41′ 48″ O | Woltem 26   | Mit zahlreichen Eingrabungen in der Mitte, Durchmesser ca. 17 m und Höhe ca. 1,1 m. Eingrabungen im Westrand. Südrand schwach abgesetzt, sonst allmählich auslaufend. In Richtung Nord-Süd verlaufen Pflanzfurchen. Südwestlicher Randbereich etwas abgetragen. | 34822485 | BW   |
| 52° 57′ 49″ N, 9° 41′ 47″ O | Woltem 27   | Flach gewölbt, Durchmesser ca. 13 m und Höhe ca. 0,4 m. Mit sanft auslaufendem Rand. Flache, alte Abtragungen im Westteil. | 34822486 | BW   |
| 52° 57′ 50″ N, 9° 41′ 47″ O | Woltem 28   | Flach gewölbt, Durchmesser ca. 13 m und Höhe ca. 0,6 m. Mit sanft auslaufendem Rand. In der Mitte eine alte Eingrabung. | 34822533 | BW   |
| 52° 57′ 51″ N, 9° 41′ 47″ O | Woltem 29   | Flach gewölbt, Durchmesser ca. 11 m und Höhe ca. 0,5 m. Mit sanft auslaufendem Rand. In der Mitte eine alte Eingrabung. | 34822534 | BW   |
| 52° 57′ 49″ N, 9° 41′ 43″ O | Woltem 30   | Oberfläche abgeflacht, Durchmesser ca. 19 m und Höhe ca. 0,7 m. In der Mitte eine alte, weite Einsenkung. Rand schwach abgesetzt. Ostteil mit Pflanzfurchen in Richtung Nord-Süd durchzogen.                                                                    | 34822535 | BW   |
| 52° 57′ 47″ N, 9° 41′ 43″ O | Woltem 31   | Mit flachen Einsenkungen in der Mitte und am Rand, Durchmesser ca. 14 m und Höhe ca. 0,8 m. Im Westteil eine alte, flache Abtragung. Rand allmählich auslaufend.                                                                                                | 34822596 | BW   |
| 52° 57′ 48″ N, 9° 41′ 45″ O | Woltem 32   | Teilweise eingefallen oder angegraben, Durchmesser ca. 20 m und Höhe ca. 1,2 m. Rand schwach abgesetzt. | 34822597 | BW   |
| 52° 57′ 47″ N, 9° 41′ 47″ O | Woltem 33   | Durchmesser ca. 12 m und Höhe ca. 0,8 m. Von Norden nach Süden Pflanzfurchen. Rand abgesetzt. Südlicher Rand von Weg schwach angeschnitten. | 34822598 | BW   |
| 52° 57′ 46″ N, 9° 41′ 46″ O | Woltem 34   | Oberfläche durch viele Eingrabungen unregelmäßig, Durchmesser ca. 20 m und Höhe ca. 0,8 m. Rand abgesetzt. | 34822691 | BW   |
| 52° 57′ 45″ N, 9° 41′ 44″ O | Woltem 35   | In der Mitte flach eingesenkt, Durchmesser ca. 12 m und Höhe ca. 1 m. Rand abgesetzt. | 34822692 | BW   |
| 52° 57′ 46″ N, 9° 41′ 43″ O | Woltem 36   | Durchmesser ca. 14 m und Höhe ca. 0,9 m. Rand abgesetzt. | 34822693 | BW   |
| 52° 57′ 46″ N, 9° 41′ 41″ O | Woltem 37   | Durchmesser ca. 14 m und Höhe ca. 0,8 m. Rand abgesetzt. | 34822819 | BW   |
| 52° 57′ 47″ N, 9° 41′ 38″ O | Woltem 38   | Abgeflacht mit Einsenkungen, Durchmesser ca. 13 m und Höhe ca. 0,6 m. Rand schwach abgesetzt. | 34822820 | BW   |
| 52° 57′ 45″ N, 9° 41′ 38″ O | Woltem 39   | Oberfläche abgeflacht, Durchmesser ca. 16 m und Höhe ca. 0,9 m. Südostrand sanft auslaufend. Rand übergehend und abgesetzt. | 34822821 | BW   |
| 52° 57′ 44″ N, 9° 41′ 41″ O | Woltem 40   | In der Mitte abgeflacht mit Einsenkungen, Durchmesser ca. 18 m und Höhe ca. 1 m. Alte Eingrabungen am Rand. Rand schwach abgesetzt. | 34822852 | BW   |
| 52° 57′ 43″ N, 9° 41′ 41″ O | Woltem 41   | Mit einer alten, weiten Raubgrabung, Durchmesser ca. 15 m und Höhe ca. 0,8 m. Rand abgesetzt. | 34822853 | BW   |
| 52° 57′ 43″ N, 9° 41′ 40″ O | Woltem 42   | Ebenmäßig gewölbt, Durchmesser ca. 11 m und Höhe ca. 0,8 m. Rand schwach abgesetzt. | 34822854 | BW   |
| 52° 57′ 43″ N, 9° 41′ 38″ O | Woltem 43   | Ebenmäßig gewölbt, Durchmesser ca. 16 m und Höhe ca. 1,1 m. Rand abgesetzt. Flache Einsenkungen. | 34822920 | BW   |
| 52° 57′ 42″ N, 9° 41′ 38″ O | Woltem 44   | Mit alten flachen Eingrabungen in der Mitte und am Südostrand, Durchmesser ca. 9 m und Höhe ca. 0,6 m. Rand allmählich auslaufend. Südhälfte durch Feldweg angeschnitten und abgetragen.                                                                        | 34822921 | BW   |

### Woltem 47
- ID:34822808
- Gruppe von ehemals fünf Grabhügeln.

| Lage                       | Bezeichnung | Beschreibung | ID       | Bild |
| -------------------------- | ----------- | --- | -------- | ---- |
| 52° 59′ 7″ N, 9° 44′ 10″ O | Woltem 47   | Mit alten Eingrabung, Oberfläche zerklüftet, Durchmesser ca. 14 m und Höhe ca. 1 m. Rand abgesetzt. | 34822965 | BW   |
| 52° 59′ 8″ N, 9° 44′ 11″ O | Woltem 48   | Durchmesser ca. 11 m und Höhe ca. 1,1 m. Osthälfte durch Feldweg angeschnitten und zerstört. In der Mitte eine alte, weite Raubgrabung mit seitlich auf dem Rand abgelegter Steinpackung aus kopfgroßen Steinen. Rand allmählich auslaufend. Ein ca. Nord-Süd gerichteter Parzellenwall. | 34822966 | BW   |
| 52° 59′ 8″ N, 9° 44′ 12″ O | Woltem 49   | In der Mitte eine alte, weite Eingrabung. Oberfläche abgeflacht, Rand abgesetzt, Durchmesser ca. 16 m und Höhe ca. 1 m. | 34823040 | BW   |
| 52° 59′ 8″ N, 9° 44′ 14″ O | Woltem 50   | Mit einer alten, flachen Einsenkung in der Mitte, Durchmesser ca. 12 m und Höhe ca. 1 m. Rand nach Süden und Osten abgesetzt, sonst allmählich auslaufend. | 34823041 | BW   |

### Woltem 55
- ID:34820552
- Vier runde und einen länglichen Grabhügel.

| Lage                        | Bezeichnung | Beschreibung | ID       | Bild |
| --------------------------- | ----------- | --- | -------- | ---- |
| 52° 59′ 23″ N, 9° 41′ 51″ O | Woltem 55   | Von Norden nach Süden Pflanzfurchen. Rand allmählich auslaufend. Durchmesser ca. 10 m und Höhe ca. 0,7 m.                                             | 34823151 | BW   |
| 52° 59′ 21″ N, 9° 41′ 50″ O | Woltem 56   | Größe (Nord-Süd) 20 m, (Ost-West) 18 m und Höhe ca. 1,1 m. In der Mitte eine alte, längliche Eingrabung in Richtung Nord-Süd. Rand schwach abgesetzt. | 34823252 | BW   |
| 52° 59′ 20″ N, 9° 41′ 49″ O | Woltem 57   | Flache Einsenkungen, Durchmesser ca. 19 m und Höhe ca. 1,3 m. Rand schwach abgesetzt.                                                                 | 34823253 | BW   |
| 52° 59′ 20″ N, 9° 41′ 50″ O | Woltem 58   | Ebenmäßig gewölbt, Durchmesser ca. 13 m und Höhe ca. 1 m. Rand schwach abgesetzt.                                                                     | 34823254 | BW   |
| 52° 59′ 17″ N, 9° 41′ 53″ O | Woltem 59   | Ebenmäßig gewölbt, Durchmesser ca. 17 m und Höhe ca. 1,1 m. Rand allmählich auslaufend, z. T. schwach abgesetzt. Von Nord nach Süd Pflanzfurchen.     | 34823309 | BW   |

## Wolterdingen
| Lage                      | Bezeichnung                | Beschreibung | ID       | Bild |
| ------------------------- | -------------------------- | --- | -------- | ---- |
| 53° 2′ 9″ N, 9° 51′ 52″ O | Wolterdingen 14, Grabhügel | In der Mitte leicht zerklüftet, Durchmesser ca. 8 m und Höhe ca. 0,9 m. Herausgerissene Baumwurzeln und zwei Findlinge an der Südseite. | 34821024 | BW   |
| 53° 2′ 5″ N, 9° 51′ 44″ O | Wolterdingen 24, Grabhügel | Ehemals annähernd rund, Durchmesser ca. 7 m und Höhe ca. 0,6 m. Nordhälfte wurde durch Anlage eines Waldweges abgetragen.               | 34820795 | BW   |